# Ле-Шене
Ле-Шене (фр. Le Chesnay) — коммуна во французском департаменте Ивелин,  округ Версаль, административный центр кантона Ле-Шене.

## Географическое положение
Ле-Шене находится на западе Парижа в 16,7 км от его центра, и связан с ним пригородными поездами, автобусными маршрутами и метро.
Ле-Шене лежит к северо-востоку от Версаля.
Здесь располагается «INRIA» — государственный институт исследований в информатике и автоматике Франции.

## Города-побратимы
- Хеппенхайм (Бергштрасе), Германия

## Знаменитые земляки и жители города
- Николя́ Анелька́ — французский футболист
- Банж, Валерьен (1833—1914) — французский оружейник, изобретатель, инженер, конструктор артиллерийских орудий.
- Phoenix — французская рок-группа
- Тристан Гомменди — автогонщик.
- Лора Стефани Жорж (1984) — французская футболистка